# The Valley of the Moon
The Valley of the Moon er en amerikansk stumfilm fra 1914 af Hobart Bosworth.

## Medvirkende
- Jack Conway som Billy Roberts.
- Myrtle Stedman som Saxon.
- Al Ernest Garcia som Bart.
- Rhea Haines som Mary.